# ورزشگاه الحمدانیه
ورزشگاه الحمدانیه (به عربی: ملعب الحمدانیة) یک ورزشگاه در سوریه است که در حلب واقع شده‌است.